# Reich alemán

El Reich Alemán en la «época guillermina» antes de la Primera Guerra Mundial (1914-1918) (Alemania Imperial).

Reich Alemán después de la Primera Guerra Mundial (1914-1918) (República de Weimar).

El Reich alemán (en alemán: Deutsches Reich; (pronunciación en alemán: /dɔɪ̯t͡ʃəs ˈʁaɪ̯ç/ (escucharⓘ))) fue el nombre oficial del Estado alemán entre los años 1871 y 1945. De 1943 a 1945, la denominación oficial fue Großdeutsches Reich (Gran Imperio Alemán), aunque formalmente el nuevo término no fue proclamado como tal, ni tampoco fue reconocido por la comunidad internacional por la situación bélica de la Segunda Guerra Mundial.
El término Deutsches Reich solo se utiliza para diferenciarlo del Sacro Imperio Romano Germánico (962-1806), que incluía tierras más allá de la región de habla alemana, y que se denominó adicionalmente como «Sacro Imperio Romano de la Nación Alemana» (Heiliges Römisches Reich Deutscher Nation) a partir del siglo XV. Disuelto el «Sacro Imperio» en 1806 por obra de Napoleón, el 28 de marzo de 1849 se constituyó el «Reich Alemán» por medio de la Constitución de Fráncfort de 1849. Sin embargo, debido a la resistencia de los príncipes alemanes, especialmente por parte del Reino de Prusia, no pudo constituirse de facto y en términos políticos en aquel entonces. La Flota del Reich combatió únicamente en la Batalla naval de Heligoland contra Dinamarca.
El Reich alemán de los siglos XIX y XX se distingue, por lo general, entre varios períodos: la monarquía del Imperio alemán (1871-1918), la democracia pluralista y semipresidencialista de la República de Weimar (1919-1933), y la dictadura totalitaria de la Alemania nazi (1933-1945), así como el período posterior de la ocupación del país por las potencias aliadas (1945-1949).

## Terminología
La palabra alemana Reich se suele traducir como: «imperio»; pero corresponde a los conceptos de  «dominio» o «estado», si bien nunca dejó de aludir a un pasado imperial ligado al Sacro Romano Imperio. El término alemán para imperio es, no obstante, Kaiserreich, literalmente «estado del César», es decir, «imperial». Desde el punto de vista histórico, por lo tanto, Imperio Alemán (Deutsches Kaiserreich) corresponde al período entre 1871 y 1918, cuando Alemania estaba bajo el gobierno de un Kaiser, o emperador. El término «Reich alemán» describe a Alemania desde 1871 hasta 1945, sin referencia a su forma de gobierno.

## Fundación

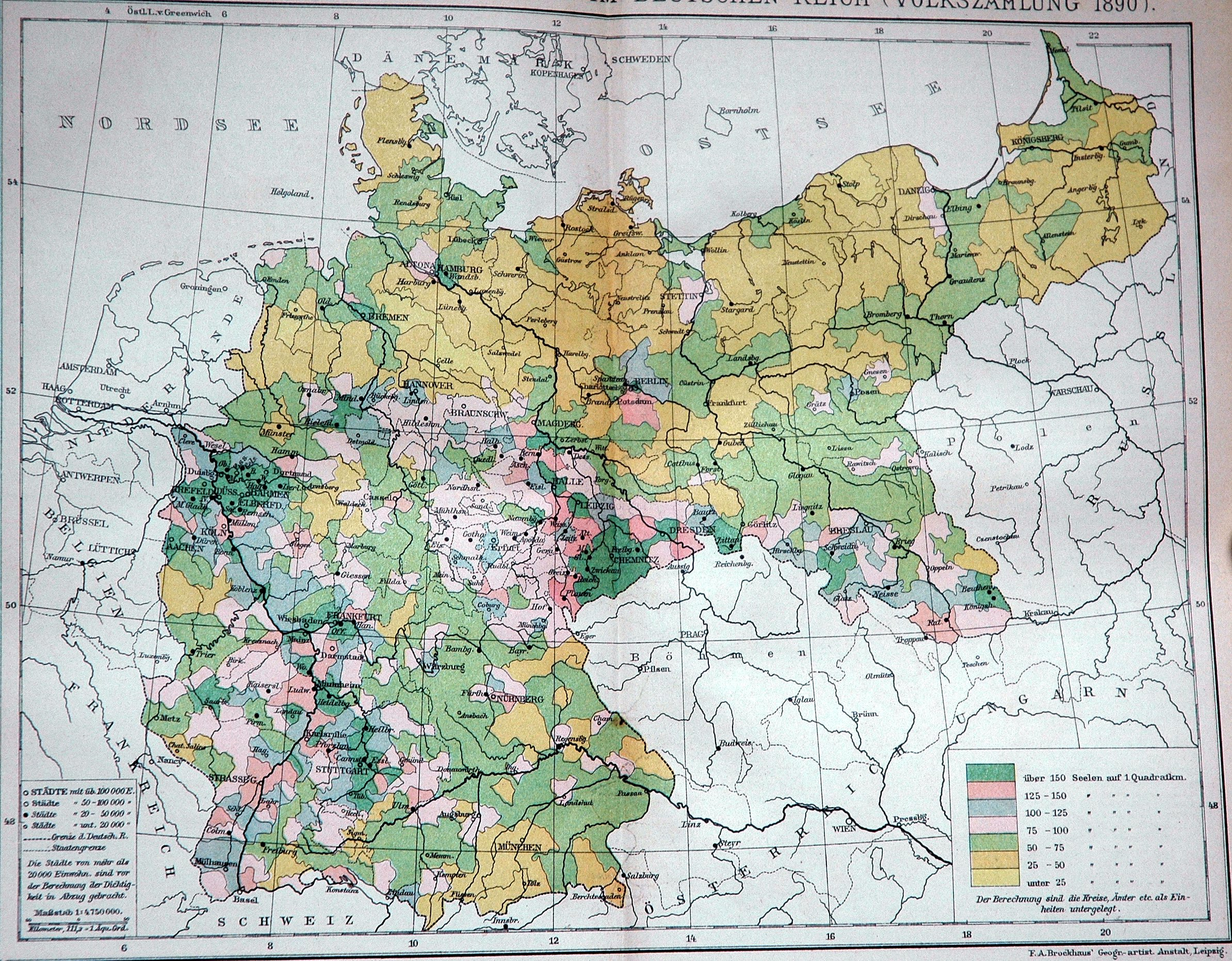
Mapa antiguo del Reich Alemán.

El Imperio alemán, fundado en 1871, fue considerado por los alemanes como su primer Estado nacional, pero no abarcaba durante su existencia sino la «Pequeña Alemania», dejando fuera regiones que se consideraban alemanas o que el Reich las consideraba alemanas, como por ejemplo los países alemanes del multiétnico Imperio austrohúngaro, que fueron parte de la Confederación Germánica hasta la guerra austro-prusiana de 1866. Esto se debe a las circunstancias de la fundación del Reich, que se remontan a la Federación Alemana del Norte, bajo dominio prusiano. En la revolución de Marzo de 1848, Prusia combatió contra el anhelo nacionalista de crear una nación alemana bajo soberanía popular. Prusia, con su canciller Otto von Bismarck al frente, hizo uso de las corrientes liberales para descartar a Austria del Reich, y afianzarse así en su dominio.
Por aquel entonces, vivían también en Alemania muchas personas (sobre todo en las regiones limítrofes) que no se consideraban alemanes étnicos, entre ellos: polacos al este, franceses en Alsacia, al sudoeste, y daneses en el norte del Reich. A raíz de sentimientos nacionalistas similares en Dinamarca en 1864, la pugna por Schleswig desembocó en la Guerra Germano-danesa, la primera de las tres, posteriormente denominadas Batallas de la Unificación Alemana. Bismarck consiguió en 1866, a pesar de la oposición de los monarcas austríacos, la desmembración de la Confederación Germánica. Prusia anexionó —salvo por algunas excepciones puntuales— los Estados alemanes, que votaron en contra de la misma en la Reunión de la Confederación Germánica, y reivindicaran el trono del futuro reino prusiano-germánico para el rey Guillermo.
La causa de la guerra austro-prusiana fue la ruptura, por parte de Prusia, de la Convención de Gastein (provincia de Schleswig-Holstein). La confederación sancionó a Prusia con una acción militar por la ruptura de la convención, a lo que Prusia reaccionó con su salida de esta.
El Reino de Prusia venció al Imperio austríaco y al Reino de Sajonia en la Batalla de Sadowa, y la confederación se disolvió el 23 de agosto de 1866 con la Paz de Praga. Acto seguido, los Estados germanos del norte decidieron crear la Federación Alemana del Norte, dirigida por los prusianos. Prusia evitó una expansión más allá del Meno para no provocar a Francia.
El Reino de Baviera, el de Wurtemberg, Baden y el Gran Ducado de Hesse y el Rin crearon la Federación Alemana del Sur, que no tuvo relevancia práctica. Hesse-Darmstadt fue, gracias a la provincia del Alto Hesse situada al norte del Meno, en parte miembro de la Federación del Norte. Austria, Luxemburgo y Liechtenstein no se adhirieron a ninguna de las dos federaciones.
El área de habla alemana (Alemania) se dividió, de facto, en tres partes, algo que contentó al emperador francés Napoleón III, que no veía con buenos ojos que un posible competidor europeo para la hegemonía del continente ganara en tamaño. Los Estados del norte y sur de Alemania ya habían acordado por aquel entonces pactos de protección en caso de una invasión francesa. Francia reconoció la amenaza que suponía la unión de los Estados alemanes, ya que los prusianos y sus aliados ya habían demostrado su poderío en dos ocasiones al aliarse. Debido a la candidatura de un Hohenzollern de la rama menor para la sucesión del trono español, Francia se sintió amenazada, lo que, unido a la torpeza de Napoleón III (el Telegrama de Ems), motivó en 1870 la guerra franco-prusiana. La guerra tuvo graves consecuencias para Francia y, en 1871, tropas de la Confederación Alemana del Norte ocuparon París. Reforzado por la euforia de la victoria frente a los franceses y del dominio prusiano, el rey Guillermo I fue proclamado entonces emperador alemán en la Galería de los Espejos de Versalles, el 18 de enero de 1871.

## Historia

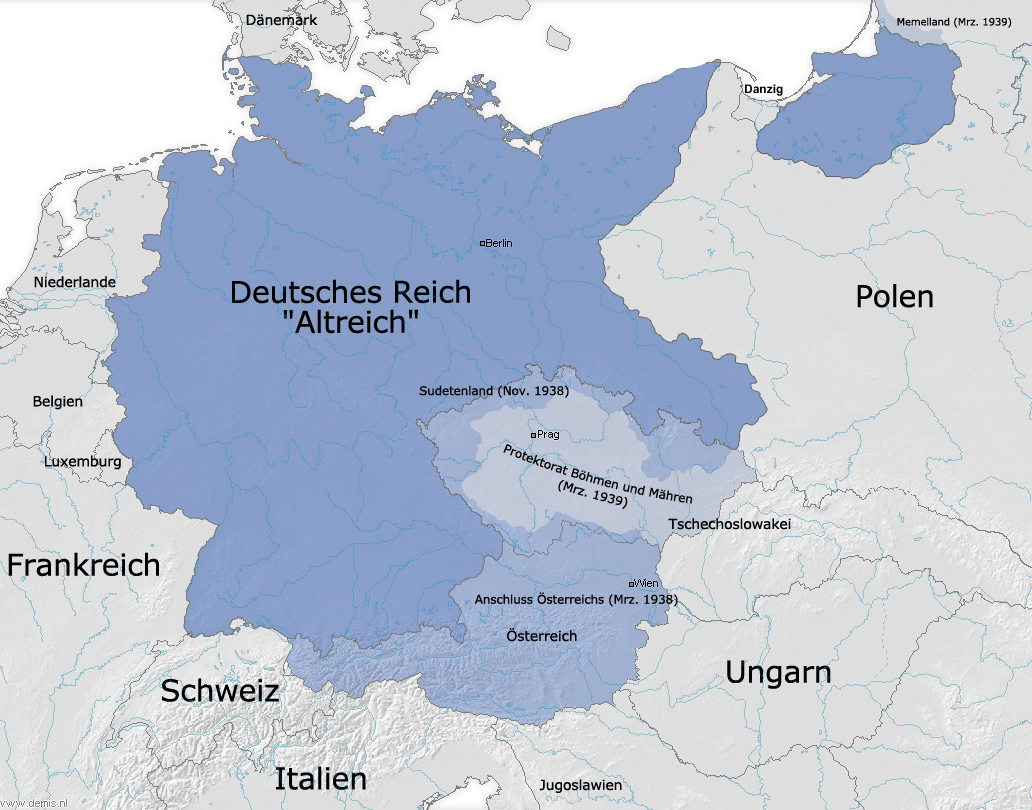
Los Acuerdos de Múnich de 1938 supusieron el último acuerdo con otras potencias (salvo con la involucrada Checoslovaquia) sobre el ámbito del Reich Alemán. La desintegración del resto de Chequia en 1939 y su anexión de facto como Protectorado de Bohemia y Moravia, mientras Eslovaquia fundaba su primer Estado nacional, fue una violación del derecho internacional que se aceptó por la política de apaciguamiento de las potencias de occidente.

La historia del Reich alemán se puede dividir en tres o bien, si se tiene en cuenta el tiempo de ocupación de Alemania entre 1945 y 1949 (que sin duda también formaría parte de él), en cuatro períodos:
1. 1871-1918 Imperio alemán según la Constitución del "Segundo Reich"
1871-1890 Período del Canciller del Reich Otto von Bismarck
1890-1918 Período de Guillermo II de Alemania y la Primera Guerra Mundial
2. 1919-1933 República de Weimar según la Constitución de Weimar
3. 1933-1945 "Tercer Reich", a partir de 1943, y la época del nacionalsocialismo
4. 1945-1949 dominada por las potencias victoriosas de la Segunda Guerra Mundial, que se la dividieron en zonas de ocupación, con "Alemania como un todo" (Germany as a whole).

Cuando cayó la reina española Isabel II en 1868, el príncipe heredero Leopoldo de la casa real Hohenzollern-Sigmaringen (emparentada con la casa real española) ofreció sus servicios como futuro rey. Sin embargo, Francia se sintió amenazada e intentó atajar esa elección real con el uso de la fuerza, desembocando en la guerra franco-prusiana. Bismarck se sirvió de la misma para alcanzar su propósito, la unión de los Estados alemanes frente a un enemigo común. Consiguió su objetivo, creando el Reich Alemán, gracias a su triunfal victoria sobre los franceses en Sedán, el 18 de enero de 1871 en el palacio de Versalles cerca de París.
Con el fin de la Segunda Guerra Mundial en 1945 se puso fin al Reich Alemán con la ocupación por parte de las tropas británicas, francesas, estadounidenses y soviéticas. Las regiones al este del río Oder y del Neisse, así como la ciudad de Swinemünde, situada al oeste (según lo resuelto en el Acuerdo de Potsdam) y la ciudad de Stettin (en total aproximadamente una cuarta parte de la superficie en 1937) se separaron del Reich, según el acuerdo de Potsdam, "de forma provisional" bajo administración polaca o soviética —aunque fueron de facto anexionadas. La población alemana que vivía en la región este del Reich Alemán, que no había huido al oeste por la guerra, fue expulsada en los años siguientes faltando a su derecho internacional.
Con el restablecimiento de la República de Austria a partir del 27 de abril de 1945 (declaración de independencia) hasta 1955 bajo las fuerzas de ocupación aliadas, desde entonces como Estado soberano, y la fundación de la República Federal de Alemania y la República Democrática Alemana en 1949 se puso punto final al Reich Alemán, aunque no desde el punto vista jurídico: la última Constitución del Reich de 1919 no fue expresamente derogada, incluso después de la capitulación alemana y, la ocupación aliada en mayo de 1945.

## Origen del concepto
En la historia de la constitución alemana, los términos Reich y Bund (Unión) suelen ser intercambiables. El preámbulo de la Constitución de Bismarck de 1871 decía, por ejemplo, que el rey de Prusia y los príncipes del sur de Alemania habían sellado un ewigen Bund (Unión Eterna). Bismarck declaró literalmente ante el Bundesrat: "Das Deutsche Reich hat die feste Basis in der Bundestreue der Fürsten, in welcher seine Zukunft verbürgt ist" (en español "El Imperio alemán tiene su sólida base en la fidelidad de los príncipes a la Unión, en la que se garantiza su futuro").
El uso del término Reich Alemán se asoció al de Heiliges Römisches Reich Deutscher Nation (en español, Sacro Imperio Romano Germánico); este concluyó en 1806, con la secularización y la ocupación napoleónica. El emperador de la Casa de Habsburgo, Francisco I, siguiendo el ejemplo de Napoleón, se proclamó emperador de Austria en 1804, abandonando el título de emperador del Sacro Imperio Romano Germánico, y liberando a todos los funcionarios y órganos de sus obligaciones frente al "Reich Alemán". Con el acto de cese de la corona de emperador, el Sacro Imperio Romano Germánico se desintegró.
La época tardía del Imperio de Guillermo II de Alemania se denominó "Segundo Reich" (Zweites Reich). Esta selección de palabras indica una cierta sucesión del Primer Reich, sin indicarlo de forma explícita. Esta timidez se debía a motivos tácticos y diplomáticos. El Imperio austríaco y sus emperadores se contemplaban sucesores del Sacro Imperio Romano Germánico y hubieran sido denominados de forma indirecta ilegítimos. El término "Segundo Reich" fue marcado en 1923 por Arthur Moeller van den Bruck; en su libro Das dritte Reich (El Tercer Reich) denominó al Sacro Imperio Romano como el "Primer Reich", y al Imperio alemán existente entre 1871 y 1918 como "Segundo Reich". Así, Moeller van den Bruck ya daba por hecho entonces que llegaría el "Tercer Reich".
El término fue adoptado rápidamente por la propaganda del Partido Nacionalsocialista Obrero Alemán, que así expresaba su rechazo a la República de Weimar. Sin embargo, el nacionalsocialismo poco después se distanciaría del término "Tercer Reich", si bien el indicativo "Reich" se siguió utilizando, de forma semirreligiosa, por lo que el término se terminaría asociando durante la posguerra con el propio nacionalsocialismo.

## Concepto después de 1945
También, en los primeros años después de 1945, los términos Reich Alemán y Reich eran una denominación frecuente para el Estado por reconstruir o reorganizar. En muchos bocetos realizados para sancionar una nueva constitución en los años 1946/1947, por ejemplo del CDU, FDP o DP, o bien de sus políticos, se puede encontrar el término.